# دیرین‌خاک‌شناسی
دیرین‌خاک‌شناسی (انگلیسی: Paleopedology) به مطالعهٔ چگونگی پیدایش و ساختار و سرشت و چینه‌شناسی خاک‌های مدفون سنگواره‌ای از نظر باستان‌شناسی و زمین‌شناسی، با توجه به اهمیت زمین‌ریخت‌شناختی و دیرین‌زیست‌محیطی و اقلیم‌شناختی گویند.